# Sri Chinmoy
Sri Chinmoy Kumar Ghose (27 de agosto de 1931 - 11 de outubro de 2007) foi um filósofo indiano e professor (guru) que emigrou para os Estados Unidos da América em 1964. Um escritor prolífico, compositor, artista e atleta, Sri Chinmoy é mais conhecido por promover eventos públicos sobre o tema de paz interior e harmonia mundial, tais como concertos, meditações e corridas pedestres. Seus ensinamentos enfatizam o amor a Deus, meditar diariamente no coração, servir ao mundo e a tolerância religiosa arraigada na visão vedântica moderna de que toda fé é essencialmente divina. 
| "A religião verdadeira possui uma qualidade universal. Ela não encontra defeitos nas outras religiões. O perdão, a compaixão, a tolerância, a irmandade e o sentimento de unicidade são os sinais de uma religião verdadeira." – Sri Chinmoy |

## Na Índia: os primeiros anos (1931-1964)

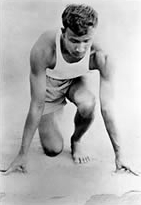

Ele era o mais novo dos sete filhos, tendo nascido na vila de Shakpura – distrito de Chittagong – em Bengala Oriental, hoje Bangladesh. Seus pais eram Shashi Kumar Ghosh, um inspetor ferroviário que mais tarde se tornou banqueiro, e Yogamaya Ghosh, responsável pelas tarefas do lar e dotada de um temperamento devoto. Sri Chinmoy perdeu o pai para a doença em 1943, e a mãe faleceu alguns meses mais tarde. Órfão, em 1944, o jovem de 12 anos Chinmoy juntou-se a seus irmãos e irmãs no Ashram de Sri Aurobindo, em Pondicherry, no Sul da Índia, onde os irmãos mais velhos Hriday e Chitta já viviam há algum tempo. Lá ele passou os vinte anos seguintes em práticas espirituais, incluindo meditação, estudo da literatura bengali e inglesa, esportes e serviço nos empreendimentos artesanais do Ashram.
Durante a adolescência e juventude, ele foi um corredor velocista e decatleta. Em 1955, Chinmoy se tornou secretário de Nolini Kanta Gupta – terceiro em responsabilidade pelo Ashram –, tendo inclusive traduzido muitos dos artigos de Nolini do bengali para o inglês. Chinmoy também teve seus próprios artigos sobre os líderes espirituais da Índia publicados e continuou a preencher cadernos com poemas, canções e reflexões sobre a vida no Ashram.

## No Ocidente (1964-2007)
Em 1964, Chinmoy aceitou o convite de colegas dos EUA, emigrando para Nova Iorque com a intenção de ensinar. Ele obteve trabalho como assistente junto ao consulado indiano na seção de vistos e passaportes, sob a chefia de L.L. Mehrotra. Em 1965, Chinmoy recebeu um convite para tocar três canções no Museu Guggenheim, num evento promovido pela Asia Society. Mais tarde, no mesmo ano, começou a publicação de sua revista mensal AUM. Em 1966, Chinmoy abriu o primeiro dos que depois se tornariam mais de 100 centros ao redor do mundo – centros que ensinam meditação e filosofia espiritual, além de praticar um modesto estilo de vida.
Entre os anos de 1968 e 1970, Chinmoy ofereceu palestras nas universidades de Yale, Harvard, Cornell, Brandeis, Dartmouth e The New School for Social Research. Ele também palestrou no Japão e em outros países do oriente. Em abril de 1970, sob a sua orientação, teve início a "Meditações da Paz nas Nações Unidas", uma ONG que presta serviço ecumênico e aberto a delegados e funcionários da ONU. Os últimos meses do ano de 1970 viram a sua primeira turnê européia, que incluiu discursos em Oxford e Cambridge. Em 1971, Chinmoy já oferecia palestras mensais no auditório das Nações Unidas "Dag Hammarskjold", com o apoio do então secretário-geral U Thant.
De acordo com os escritos do professor A. Walter Dorn, em "Interreligious Insight", o interesse de Chinmoy na ONU se originava de um sentimento de que ela é o "lar-coração do corpo do mundo" e um veículo para a "unicidade universal". Seus inspiradores, Aurobindo e Nolini, acreditavam que a evolução espiritual é um processo global que requer um melhor diálogo entre as nações. Eles aprovaram calorosamente a visão do Presidente Woodrow Wilson de uma Liga das Nações, que, mais tarde, após a Segunda Guerra Mundial, tornou-se a Organização das Nações Unidas. Ao passo que se tornara popular criticar a ONU por seus defeitos, Chinmoy continuou apoiando lealmente os ideais das Nações Unidas.
Por todos esses anos, ele continuou a viajar, oferecer palestras, fundar novos centros de meditação e se dedicar a diversas outras atividades. Em abril de 1975, foi oferecida uma série de sete discursos na Escola de Teologia de Harvard, dedicada à memória de John F. Kennedy. Em julho, ele conduziu a meditação de abertura na cerimônia do Dia Nacional de Oração nas Nações Unidas, bem como numa cerimônia similar em abril de 1976.

## Iniciativas artísticas
Arte, música e poesia possuem um papel importante em seu "caminho do coração". Uma estrofe freqüentemente citada, parte de uma coleção de poemas publicada em 1972, My Flute, descreve a experiência de nirvikalpa samadhi:
No mind, no form, I only exist; 

Now ceased all will and thought; 

The final end of Nature's dance, 

I am it whom I have sought. 
Nem mente, nem forma, apenas existo. 

Cessaram agora toda a vontade e pensamento. 

O derradeiro fim da dança da Natureza, 

Eu sou aquele por quem busquei. (tradução)
Mais um poema descreve a alma como "um Pássaro de Fogo voando no Infinito", ao passo que outro lamenta:
The blue bird is flying in the blue sky. 

Alas, here below I am dying in utter frustration.
O pássaro azul voa no céu azul. 

Ai de mim, aqui embaixo pereço em amarga frustração.  (tradução)
Imagens de pássaros são freqüentes também na arte pictórica de Sri Chinmoy. Em 1991, ele começou a desenhar grandes quantidades de pássaros, que, em sua produção artística, simbolizam a liberdade da alma. O periódico Online Daily, da Universidade de Washington, informou que, até 1997, o número de pássaros desenhados teria alcançado sete milhões, incluindo "uma magnífica paisagem de pássaros, contendo 15.372 pássaros de todas as formas e tamanhos." Seus "pássaros-alma" foram exibidos por todo o mundo, juntamente com sua arte em cores, que aplica tintas acrílicas e possui temas abstratos. Essa arte é chamada de Jharna-Kala ("fonte-arte") e se iniciou em 1974. O formato das obras abrange desde pequenos desenhos a caneta ou tinta até enormes murais. Ele também desenhou sobre objetos, tais como relógios, pratos de cerâmica, conchas marinhas e brinquedos infantis. As linhas claras e a simplicidade formal das pinturas em objetos contrastam com suas obras em acrílico, que demonstram o amor do pintor moderno por texturas espessas, pinceladas distintas e a cor como um elemento puramente expressivo. 
Ao conferir a Chinmoy um prêmio da Escola de Artes Visuais de Manhattan, em junho de 1976, Brian Gormley descreveu seu trabalho como "uma arte livre de todas as ambições e desejos que vemos freqüentemente no mundo da arte." De acordo com Chinmoy: "Toda arte, sem exceção, é uma expressão da Beleza do Supremo. Arte é beleza, e beleza é arte. Arte, beleza e alegria são como três irmãs."
Seus primeiros escritos foram publicados pelo Sri Aurobindo Ashram e, após 1964, por seus alunos ocidentais. Maior reconhecimento veio em 1970 e 1971, com a publicação de Yoga and the Spiritual Life (pela editora Tower Publications), Meditations: Food for the Soul (editora Harper & Row) e Songs of the Soul (editora Herder & Herder). Durante a primavera de 1971, a Sociedade Filosófica da Inglaterra publicou sua palestra proferida em Harvard em 1969, "A Filosofia Vedanta". No mês de julho de 1972, o Princeton Seminary Bulletin publicou o discurso "Os Upanishads: a Oferenda-Alma da Índia", oferecido lá no mês de outubro do ano anterior. Desde então seus poemas, ensaios, histórias e aforismos têm sido amplamente publicados.
Sri Chinmoy também redigiu comentários sobre os Vedas, Upanishads e o Bhagavad Gita – além de um livro de peças teatrais sobre a vida do Buda, que foram encenadas e produzidas em Nova Iorque em 1995, bem como no Union Theatre de Londres, em 2005. Sua peça mais longa, "The Descent of the Blue", reconta importantes acontecimentos na vida de Sri Aurobindo e foi primeiramente publicado em forma de capítulos no Mother India: A Monthly Review of Culture.    
Aparentemente, até 31 de outubro de 2008, em consulta online na internet, há apenas um livro de Sri Chinmoy publicado em português, pela editora Pensamento-Cultrix, chamado Meditação: Perfeição-Homem na Satisfação-Deus. 
Sri Chinmoy compôs milhares de canções curtas em bengali e inglês, também tocadas na flauta, esraj, violoncelo e sintetizador. Nas suas improvisações, se fizeram presentes principalmente o piano e o órgão. Em 1984, Sri Chinmoy deu início a uma série de concertos gratuitos pela harmonia mundial, executando suas composições  em espaços como o Royal Albert Hall (Londres), Carnegie Hall (Nova Iorque), Nippon Budokan (Tóquio), a Opera House (Sidnei) e o Theatro Mvnicipal (São Paulo). Os concertos, apresentados a partir de uma "consciência meditativa", logo se tornaram seu oferecimento mais numeroso e popular.
Sua música é simples e espontânea, atrativa por sua inocência e natureza jovial. Ele costuma alternar o canto solene com melodias pacíficas tocadas na flauta transversal ou no esraj indiano, bem como alegres (e, muitas vezes, bastante inovadoras) performances num acervo sempre diferente de flautas, percussão e instrumentos de corda, não raro culminando com uma improvisação ao piano.
Assim como o versátil compatriota bengali, Rabindranath Tagore, Chinmoy adapta livremente a melodia à letra, mesmo que isso resulte em métrica mista ou compassos irregulares. Um exemplo dessa métrica é a canção "Dekhi Jena", que combina os tempos de 4/4 e 3/8.  
Heinrich Schweizer, mais conhecido por sua Sinfonia Histórica, incorporou as melodias de Chinmoy às suas peças clássicas. Arranjos de seus alunos podem assemelhar-se com desde o canto gregoriano até o fusion jazzístico. 
Sua ênfase em poesia e música pode ser melhor compreendida no contexto histórico de Bengala, onde o movimento  Vaishnava utilizou-se do recital e do canto devocional para dispersar as distinções de casta, superar ritualismos vazios e trazer um alento de amor divino, no qual questões humanitárias poderiam também florescer. Ainda resta saber se a História o verá como um outro poeta vaishnava, mas este poema endereçado ao "Amado" – e expressando o ideal sufi, que de certa forma remete às obras vaishnavas – é um (claro) exemplo do gênero:
Shudhu Sundar 
You are nothing but beauty, eternal beauty, 

Wherever I turn my eyes. 
 
Do You always drink the nectar of Your self-form 

Residing in my eyes? 

The waves of tune and sweet and melodious songs 

That create heart-elevating resonance, 

O Beloved, do You hear them 

By using my ears?
– Sri Chinmoy 
Você é todo beleza, eterna beleza, 

Onde quer que eu pouse meus olhos. 

Eu pergunto: Você sempre bebe o néctar 

De sua Forma-Existência

Que jaz à minha vista? 

As ondas de melodia

E as doces e salmodiadas canções

Que criam ressonância sublime, 

Ó Amado, Você as ouve

Através dos meus ouvidos? (tradução)

## Projetos atléticos e humanitários
Em 1977, fundou-se o Sri Chinmoy Marathon Team (Equipe de Maratona Sri Chinmoy), que promove competições de corrida, nado e ciclismo ao redor do mundo – desde "fun-runs" até ultramaratonas. Seu precursor foi a Liberty Torch Run (Corrida da Tocha da Liberdade) de 1976, um revezamento onde 33 corredores marcaram o bicentenário dos Estados Unidos percorrendo 14.100 quilômetros e atravessando mais de 50 estados. A corrida começou e terminou em Nova Iorque, encontrando-se em seu final com o então prefeito, Abraham Beame, que proclamou o dia 16 de agosto de 1976 "Dia da Tocha da Liberdade".
Esse conceito foi expandido em 1987, tornando-se a internacional Peace Run (Corrida da Paz) . Ela ocorria a cada dois anos e mais tarde foi renomeada  World Harmony Run (Corrida da Harmonia Mundial). Como todas as iniciativas pacifistas de Sri Chinmoy, ela não envolve protesto ou ação política. A Corrida é um esforço para elevar a consciência do mundo sobre a necessidade de paz, com base no lema "A paz começa comigo."
Notícias na mídia dão a entender que a Corrida não possui uma finalidade meramente atlética, mas também diplomática, promovendo eventos em diversas cidades, encontros com autoridades e grupos comunitários, bem como programas onde as crianças nas escolas escrevem sobre o significado da paz. Quando entrevistado em abril de 2006 pelo jornal Victoria News (de Washington, BC), o Diretor da Escola Primária Quadra, John Fawcett, disse que o currículo para Harmonia Mundial "se alinha de forma bela às metas da nossa escola." Numa leitura, nota-se que esse currículo enfatiza boa comunicação, resolução não-violenta de conflitos e conhecer sobre pessoas de diferentes culturas como uma forma de fomentar respeito e tolerância.
O jornal Bucks County Courier Times, da Pensilvânia, indica que a corrida não busca patrocínio empresarial, mas sim depende de contribuições dos membros, além de vender camisetas para arcar com as despesas de alimentação e alojamento. O jornal Salisbury Post escreve em uma reportagem que a tocha de revezamento foi recebida por várias personalidades ilustres, desde o Papa João Paulo II até o músico Sting. Em 2005 e 2006, o porta-voz da corrida foi o campeão olímpico Carl Lewis, que se voluntariou para o cargo.
Muitos dos alunos de Chinmoy praticam corrida diariamente, buscando saúde e um bom preparo físico. Alguns deles, como Suprabha Beckjord, são respeitados ultramaratonistas. Seus alunos Vasanti Niemz, Vedika Bolliger, Ahelee Sue Osborn (feminino) e Mate Szekely, Karteek Carlk, Adhirata Keef e Tejaswi Van Der Walt (masculino), completaram a travessia do Canal da Mancha na modalidade individual. 
Em 1978, Chinmoy recebeu um distinto prêmio da revista Runner's World, "por seu dedicado serviço oferecido à humanidade, através da promoção da corrida." Seu time trabalhou muito próximo do clube de Corredores de Rua de Nova Iorque e patrocinou eventos de ultradistância onde figuras lendárias como Yiannis Kouros e Al Howie estabeleceram novos recordes mundiais.
Chinmoy competiu em corridas desde a sua juventude até depois dos sessenta anos. A revista American Fitness relata que "ele completou mais de 200 corridas de rua, incluindo 21 maratonas e 5 ultramaratonas." Em 1983 (com 52 anos de idade), Chinmoy fez o tempo de 72,66s na prova de 400 metros rasos, no World Masters Games de San Juan, em Porto Rico. Aos 49 anos, ele completou a Ultramaratona Sri Chinmoy de 47 Milhas (75 quilômetros), no Queens, em Nova Iorque, com o tempo de 11h, 27min e 24s.
 "A idade não é empecilho. Eu descobri que a mente nos faz sentir muito velhos. Todavia, no momento em que uso o meu coração, tenho novamente vinte anos de idade. Quando temos a experiência de uma meditação profunda, descobrimos que a energia espiritual é a fonte da energia física, mental e vital." – Sri Chinmoy
Nos anos seguintes, um ferimento no joelho limitou sua habilidade para correr. Mas em 1985 ele começou a praticar halterofilismo, continuando a organizar eventos, com o intuito de fazer o público acreditar no poder do coração. A exemplo, foram realizados levantamentos extra-oficiais de abóboras gigantes, elefantes e grupos de pessoas numa plataforma, usando uma máquina modificada para levantamento com os músculos da panturrilha.
O jornal Rotorua Daily Post afirma que, durante uma visita à Nova Zelândia, no final de 2002, ele ergueu fisicamente 1.000 ovelhas (em grupos menores, durante seis sessões). Isso foi parte de seu programa "Lifting Up The World With A Oneness-Heart" (Levantando o Mundo com um Coração-Unicidade), que normalmente homenageia pessoas que contribuíram para a melhoria da sociedade nos campos dos esportes, literatura, ciência, política ou realizações pessoais. "Eu os levanto para demonstrar o quanto admiro suas vitórias", disse Chinmoy.
No dia 2 de novembro de 1998, numa mostra em Teterboro, nos Estados Unidos, Chinmoy levantou seis aeronaves leves, uma após a outra. Ele foi entrevistado pelo Bergen Record, que fez a seguinte pergunta: "Por que você faz isso?" E a resposta foi:

  "Eu estou tentando, de acordo com a minha humilde capacidade, servir ao mundo com dedicação. Nas Nações Unidas, venho oferecendo meditações desde 1970. Além disso, escrevi muitas canções e poemas. Também pintei milhares e milhares de quadros. Tudo isso eu faço para inspirar outras pessoas. (…) A inspiração é um elemento divino em nossa vida. Quando estamos inspirados, tentamos subir os Himalaias. Quando estamos inspirados, tentamos nadar o Canal da Mancha. Quando estamos inspirados, vamos de um país para o outro, inspirando pessoas e sendo inspirados por elas. Eu sinto que, quando inspiramos a humanidade, nos tornamos bons cidadãos do mundo automaticamente. Essa é a minha filosofia. Os levantamentos de peso são feitos com o intuito único de inspirar a humanidade."
Chinmoy não afirmava usar quaisquer poderes ocultos ou paranormais em seus levantamentos de pesos, mas sim adquirir a força de uma vida integral, onde corpo e espírito atuam juntos. Em 1991, a revista American Fitness escreveu "Ele não faz isso para aparecer em livros de recordes – o que em geral consideramos, de modo equivocado, ser o verdadeiro valor das realizações de uma pessoa -, mas sim para o propósito final a que esses levantamentos servem."
Naquele mesmo ano ele fundou a "Oneness-Heart Tears and Smiles" (Os Sorrisos e Lágrimas de um Coração-Unicidade) , uma organização de auxílio humanitário que envia suprimentos médicos, alimento e roupas para regiões empobrecidas da Europa Oriental, Índia, Indonésia, África e Micronésia. Ela inclui um programa intitulado "Kids-to-Kids" (Das Crianças para as Crianças), onde escolas enviam materiais educacionais para escolas parceiras em outros países menos favorecidos. "Drawings of Hope" (Desenhos de Esperança) é um projeto especial desenvolvido para as crianças em Aceh (Indonésia) que ficaram órfãs com o tsunami de dezembro de 2004.  
Já o Sri Chinmoy Peace-Blossoms (Flores da Paz Sri Chinmoy) é um programa iniciado em 1989, onde uma rede global de marcos notáveis – grandes cidades, lugares belos – são dedicados à paz. Céticos poderiam questionar como simplesmente nomear um lugar como Flor da Paz poderia ter algum efeito. Mas seus alunos dizem que, se a esperança pela paz for algo frágil, promover cerimônias nas localidades irá torná-la real e tangível, auxiliando pessoas de similares intenções de paz a se sentirem conectadas, mesmo que suas próprias comunidades estejam em pé de guerra. Um artigo de abril de 1995 no jornal Hinduism Today relata que o agora falecido rei Birendra, do Nepal, dedicou um pico ainda não medido nos Himalaias como a "Montanha da Paz Sri Chinmoy". No Brasil, são marcos Sri Chinmoy Peace-Blossoms, dentre outros, as Cataratas do Iguaçu, a Ponte Rio-Niterói e o Aeroporto Afonso Pena (em Curitiba). Durante sua visita do ao Brasil, em 1999/2000, o próprio país recebeu a menção Nação Flor da Paz, somando-se nesse projeto a centenas de outros ao redor do mundo.  
Para aqueles que acreditam em Chinmoy e seus alunos, essas diferentes atividades – poesia, música, arte, esportes e serviço humanitário – não significam uma variação de temas, mas sim a expressão de uma mesma essência fundamental.

## Ensinamentos
Ele chama seu caminho de "o caminho do coração" ou o caminho do "amor, devoção, entrega" a Deus, aqui chamado de Supremo (Supreme, em inglês). Uma de suas canções assim fala sobre Deus:
You are beautiful, more beautiful, most beautiful, 

Beauty unparalleled in the garden of Eden. 

Day and night may Thy Image abide 

In the very depth of my heart. 
Você é belo, mais belo, belíssimo, 

Beleza inigualável no jardim do Éden. 

Dia e noite, que Sua Imagem possa encontrar morada

Nas profundezas de meu coração.  (tradução) 
Sua concepção do Supremo inclui tanto o aspecto com forma quanto sem forma, bem como os dois aspectos, Pai e Mãe. Sobre a última, ele escreve:
It is for a man like me who has no capacity 

That the Eyes of the Mother are eternally awake. 

All you wish to know about me, ask Her. 

Without Her Affection and Love, 

I do not exist. 
É para um homem como eu, sem capacidade, 

Que os Olhos da Mãe permanecem eternamente despertos. 

Tudo o que você deseja saber sobre mim, pergunte a Ela. 

Sem o Seu Amor e a Sua Afeição, 

Eu não possuo existência. (tradução) 
Ele não vê o Supremo como uma entidade fixa ou estática, preferindo usar o termo "sempre transcendente Além":

  "A meta derradeira da aspiração é ir ao Além, ao sempre transcendente Além. E esse Além não é outra coisa senão Deus.

O coração sempre transcendente sabe que não há fim para o nosso progresso e nossa realização. A meta de hoje é o ponto de partida de amanhã. E a meta de amanhã será o ponto de partida para o dia seguinte, pois o próprio Deus faz progresso incessante e transcende eternamente Suas próprias Altitudes infinitas."  
Ele também descreve a Deus como a Verdade interior e a parte mais iluminada de cada pessoa. Isso condiz com a doutrina hindu de Tat Tvam Asi ("Isto Tu És"), encontrado no Chandogya Upanishad.
Seus ensinamentos são essencialmente monoteístas. Na "Invocação", uma canção diariamente cantada por seus discípulos, ele escreve sobre o Supremo: "Vós sois uma Verdade, uma Vida, uma Face." Chinmoy também reconhece e admira os deuses e deusas da Índia – bem como os anjos descritos na literatura Judaico-Cristã – mas sua prioridade é o Supremo uno. Ele diz:

 "Eu acredito em um Deus, uma Fonte. O amor a Deus é como uma árvore – a árvore-vida – e possui muitos ramos. Cada um desses ramos possui uma identidade e um nome específicos, como cristianismo, budismo, hinduísmo, judaísmo, islamismo e assim por diante. Mas eles ainda são ramos de uma mesma árvore."
Seus ensinamentos não são excludentes e valorizam as contribuições feitas por personalidades espirituais, de Madre Teresa a Pir Vilayat Inayat Khan. Em dezembro de 2001, a Reverenda Barbara Moss ofereceu um sermão interconfessional (inter-religioso) na Igreja-Mor de Santa Maria, em Cambridge, onde ela citou dois dos poemas de Sri Chinmoy:
1. 
Vejo uma igreja vazia. 

Onde está o Cristo? 

Para onde ele foi? 
 
Vejo um templo vazio. 

Onde está Sri Krishna? 

Para onde ele foi? 
 
Vejo um coração vazio. 

Onde está Deus? 

Para onde ele foi? 
 
2. 

Eu vi a face 

Do Cristo sofredor. 

Eu chorei e chorei. 
 
Eu senti o coração 

Do Cristo piedoso. 

Eu sorri e sorri. 
 
Eu abracei a alma 

Do Cristo iluminador. 

Eu dancei e dancei. 
De acordo com Moss: 
"Sri Chinmoy ilumina o paradoxo da nossa era: o abandono da religião formal, que testemunhamos ao ver as igrejas vazias e death-of-God theology (uma teologia sobre a morte de Deus), ao passo que, ao mesmo tempo, há uma intensa sede espiritual. Sua resposta nesse poema, entretanto, não é negar a revelação de Deus em Jesus, mas sim inspirar-se por meio da meditação em Jesus."
A enciclopédia Columbia o descreve como um "poeta e místico", dizendo: "Ele enfatiza o desenvolvimento do coração espiritual, que, segundo diz, apresenta uma capacidade humana superior à da mente, bem como destaca a necessidade de se manifestar Deus no dia-a-dia ao invés de se afastar do mundo."
A isso ele chama de "o caminho sol-iluminado", descrevendo o papel do guru como o de um amigo ou de alguém que auxilia. O veículo Hinduism Today relata que Chinmoy possui alguns milhares de alunos ao redor do mundo.

## Estilo de Vida
Chinmoy pede aos seus alunos que adotem uma dieta vegetariana, abstenham-se de drogas e álcool e tenham uma vida pura. Nos encontros semanais, os homens vestem-se de branco, enquanto que as mulheres usam saris indianos. Ainda que nitidamente influenciado pelo hinduísmo, seu caminho atende a uma comunidade internacional de buscadores de diversos âmbitos da vida. Ele diz:

 "Yoga não interfere com qualquer religião. Todos podem praticar Yoga. Eu tenho discípulos que são católicos, protestantes, judeus e etc. Pode-se praticar Yoga independentemente da religião a qual uma pessoa pertença. … O verdadeiro aspirante que mergulhou na espiritualidade e Yoga não encontrará dificuldades em permanecer em sua religião. Peço aos meus discípulos que não deixem suas religiões." 

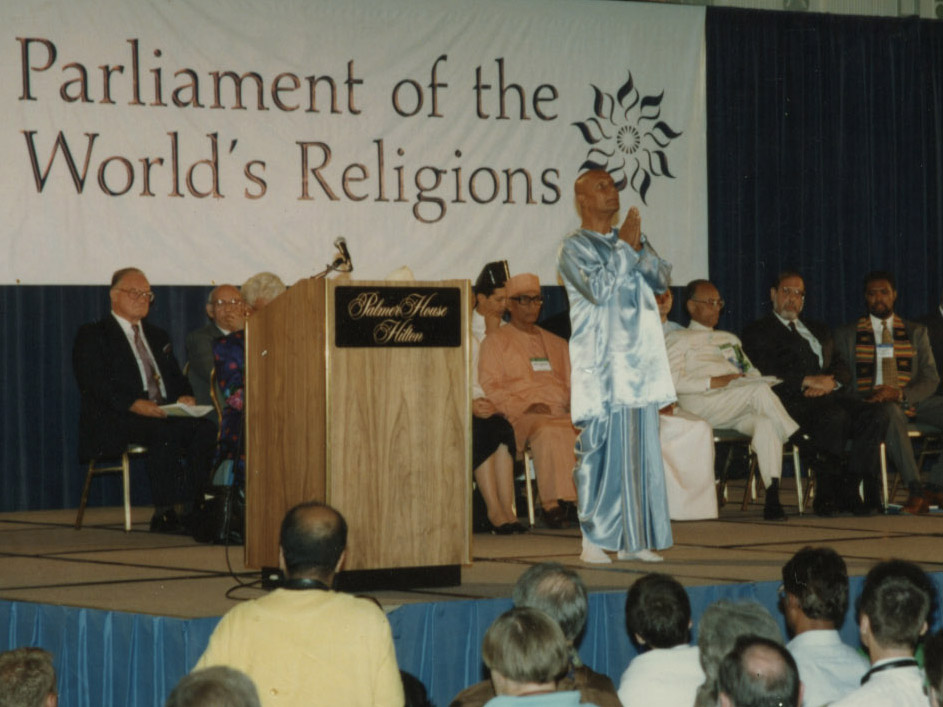
Sri Chinmoy abre a meditação no Parlamento das Religiões do Mundo, Chicago 1993

Um artigo de maio de 2006 no Ottawa Citizen confirma: 
"Educada na Igreja Anglicana, a física e engenheira eletricista britânica Karnayati Morison sempre teve interesse na espiritualidade e, salvo por um período durante o estudo na universidade, sempre foi uma cristã praticante. Ela ainda se considera cristã – pois os integrantes do Centro Sri Chinmoy podem ter sua própria religião – e tem tanto crucifixos quanto fotos de Sri Chinmoy em sua casa, que compartilha com os filhos Zac e Patrick, de 19 e 28 anos de idade, respectivamente." 
De acordo com a Dra. Kusumita Pedersen, que preside o Departamento de Estudos Religiosos no St. Francis College, "Os integrantes dos Centros são provenientes de todas as posições sociais, incluindo solteiros de todas as idades, casais e famílias com crianças." E como eles meditam? Pedersen explica: 
"Sri Chinmoy escreveu amplamente sobre a meditação, mas não recomenda uma técnica específica para todos. Ao invés disso, ele ensina cada buscador a desenvolver seu próprio método a partir da experiência interior, utilizando-se de certos princípios básicos: a necessidade de concentração no coração com uma mente calma e silenciosa, o grande poder espiritual da gratidão e a necessidade fundamental de "aspiração", aquele "clamor" pela autotranscendência, muitas vezes retratado como uma chama que sobe em direção a Deus." 
Mundialmente, seus centros espirituais  são, em geral, limpos, de cores azul e branco, com decoração modesta, tal como quadros do mestre, um altar com sua foto para meditação e flores. Eles não são ashrams no sentido de um lugar onde se vive em comunidade. Os devotos vivem em seus próprios apartamentos ou casas e trabalham em empregos convencionais. Alguns estabeleceram "empresas divinas", tais como a Garland of Divinity's Love (uma floricultura), Guru Health Foods (loja de produtos naturais e nutricionais), várias lanchonetes e restaurantes e as lojas de tênis e acessórios de corrida Run and Become.
Um costume recorrente entre seus alunos é encontrarem-se em "joy-days" (dias de alegria) – retiros em grupo, onde eles apreciam as paisagens naturais, cozinham, cantam e praticam esportes. Sumangali Morhall, do Centro Sri Chinmoy do País de Gales, descreve um desses encontros no seguinte link: .

## Contexto Histórico
Dentro de um contexto histórico mais amplo do yoga, o seu "caminho do coração" se assemelha ao  bhakti yoga, o yoga do amor e devoção a Deus. Ele também engloba elementos do  karma yoga, o yoga da ação altruísta. Há uma ênfase menor no  jnana yoga, o yoga do conhecimento mental e discernimento. Como um yogi do fim do século XX e início do século XXI, Sri Chinmoy foi herdeiro do Vedanta moderno e do yoga integral. Seus escritos valorizam Swami Vivekananda (um precursor da filosofia Vedanta moderna) por ajudar a combater o sofrimento e a pobreza e criar um casamento de idéias entre o oriente e o ocidente.
Sri Aurobindo, com seu yoga integral, oferecia a visão de que, do Absoluto altíssimo, a consciência desce, permeando vários níveis, até finalmente se tornar matéria. Tal visão também é aceita por Sri Chinmoy. Como Aurobindo, Chinmoy descreve os diferentes aspectos do ser humano como sendo corpo, vital, mente, coração e alma. A meta desse yoga é transformar e integrar esses diferentes aspectos, de forma que a pessoa possa realizar plenamente o seu potencial divino. Ele afirma que, quando o corpo é permeado pela luz da alma, quando os esforços do vital são altruístas, quando a mente está repleta de paz e o coração se identifica com algo vasto e universal, então é simplesmente natural para o homem ser extraordinário. (Sri Aurobindo, por exemplo, redigiu o poema épico Savitri – um dos mais longos poemas na língua inglesa.)  
Aurobindo e Chinmoy acreditavam em um processo duplo de involução e evolução, assim descrito por Chinmoy:

  "Quando a alma desce, é a involução da alma. Quando ela sobe, é a sua evolução. Primeiro, a alma entra no abismo mais inferior de inconsciência. Então, ela novamente evolui e retorna ao estado de Satchidananda – Existência, Consciência, Beatitude – a Consciência tripla."
Ao passo que os ensinamentos de Chinmoy refletem também a sutileza filosófica do Vedanta e do yoga integral, o espírito dominante é de Vaishnavismo. Seu Vaishnavismo – tendo atravessado o prisma do Vedanta e do yoga integral – não é direcionado fundamentalmente às encarnações de Vishnu, mas sim a um Deus universal, o qual é infinitamente amável. Ele escreve:

  "Deus é nosso Pai, Deus é nossa Mãe, Deus é nosso Irmão e Deus é nossa Irmã. Ele é tudo e todos para nós. Há apenas um Deus. O meu Deus e o seu Deus são o mesmo. Eu não sou Deus. Ele é Alguém que está dentro do meu coração, dentro do seu coração, dentro do coração de todos. E eu não sou o Guru. Deus é o único Guru, pois é Ele quem nos ilumina, nos liberta e faz de nós Seus instrumentos perfeitos."
E também:

  "Nós amamos a Deus, não porque Ele é grande, nem porque é Onisciente, Onipotente e Onipresente, nem porque Ele é tudo. Nós amamos a Deus justamente porque Ele é todo Amor, e o Amor é o poder mais forte." 
Em seus primeiros escritos, ainda na Índia, Chinmoy descreve a poesia de Tagore como a perfeita síntese do Vedanta e Vaishnavismo:

  "A cabeça do Vedanta está sempre voltada para cima. A cabeça do Vaishnavismo está sempre curvada para baixo. Elas são tão opostas quanto o céu e a terra. Mas essas cabeças nunca se chocam na obra de Rabindranath. Ele as acolheu de maneira pacífica e as sintetizou perfeitamente. O devoto vaishnava canta por meio dele: 

 Ó Tu, faça a minha cabeça se curvar à poeira de Seus Pés.

O vedantista com o monismo absoluto declara por meio dele:

 Até onde minha compreensão alcança,
Tu e eu somos a mesma-igual natureza."
Condizentes com esse exemplo, os ensinamentos de Chinmoy incorporam Vedanta e Vaishnavismo, usando a devoção ao Deus pessoal como forma de realizar o Absoluto sem forma. Em sua visão, "O Deus pessoal e o Deus impessoal são o mesmo Deus." (Veja também "Who is Ishvara", de Vivekananda)
Muitos dos alunos de Chinmoy o vêem como um Avatar, um termo definido de formas variadas na filosofia hinduísta. No contexto de seu próprio ensinamento, um Avatar é alguém que se tornou um "instrumento consciente de Deus." Ele esclarece:

 "Quando digo que sou um instrumento, é isso o que realmente quero dizer. Eu não sou Deus – longe disso. Deus é tanto o seu Pai como o meu Pai. Ele não é monopólio de ninguém. Mas eu sou um instrumento consciente d`Ele, e, infelizmente, você ainda não é. Mas amanhã você poderá se tornar um instrumento consciente de Deus se trilhar o caminho interior da disciplina espiritual." 
Ele vê Cristo e Buda como Avatares. Outros Avatares (da tradição indiana) incluem Sri Rama, Sri Krishna, Sri Ramakrishna e Sri Aurobindo.
Essas declarações têm sido explicadas no contexto da religião comparativa. Nem é necessário dizer que diferentes credos – e mesmo diferentes caminhos hindus – terão pontos de vista diferentes, e também que alguns céticos questionam todas essas afirmações. No caso de Chinmoy, há um panorama do pluralismo religioso arraigado em sua convicção de que "o amor a Deus é a essência de toda a religião", e que o yoga é como uma "escola", onde pessoas de diferentes credos podem estudar juntas. Sua resposta para o aparente conflito de religiões é esta:

  "As religiões podem lutar no caminho em direção à meta, mas ao fim da jornada elas se tornam amigas íntimas, sentindo que estiveram o tempo todo juntas na mesma jornada – apenas trilhando caminhos diferentes. Seguidores sinceros de qualquer religião, seja o cristianismo, o hinduísmo, o budismo, o islamismo ou o judaísmo, nunca verão defeito nas verdades das outras religiões. Elas sabem que a Verdade derradeira existe em cada religião. Todavia, no campo da prática ou manifestação, os pensamentos, idéias e vibrações humanas podem alterar a verdade. É isso o que está na raiz do conflito entre as religiões. Contudo, na hora em que entramos em nosso profundo interior, vemos que não existe religião, que tudo o que há é Verdade. O maior líder político da índia, Mahatma Gandhi, disse: "Onde está a religião? Para mim, a religião é tão somente a Verdade." A palavra "religião" pode causar conflitos e lutas. Mas quando usamos o termo "Verdade", as partes conflitantes permanecem em silêncio."

## Reconhecimento e atividades recentes
Chinmoy recebeu diversos prêmios por seu trabalho, incluindo Hindu Renaissance, concedido pelo Hinduism Today, o Gandhi Universal Harmony, presenteado pelo Instituto de Cultura Indiana nos Estados Unidos – recebido em conjunto com Coretta Scott King (esposa de Martin Luther King) –, e um prêmio de reconhecimento humanitário da Fundação Jesse Owens conforme indica o jornal Chicago Sun-Times. 
Chinmoy era ativo na comunidade interconfessional. Em 1993, foi convidado para conduzir a abertura da primeira sessão plenária do Parlamento das Religiões do Mundo, em Chicago, nos EUA, com uma meditação silenciosa, e novamente em Barcelona, em 2004. Sendo o ano de 1993 o que marca o centenário do discurso de Vivekananda no Parlamento de 1893, Chinmoy dedicou uma série de 39 concertos, durante a primavera e o verão, em honra aos 39 anos de vida de Vivekananda – incluindo concertos de ano novo nas Igrejas de São Pedro, de Jesus Cristo e de São Estevão, bem como na Bharatiya Vidya Bhavan.
News India relata que, em 1995, ele comemorou o qüinquagésimo aniversário das Nações Unidas com um concerto em que tocou 50 instrumentos. Oferecido na antecâmara da Sala de Assembléia Geral, o evento foi "co-promovido pelos representantes na ONU de nove países, incluindo o embaixador da Índia, Prakash Shah." Em julho de 1999, Sri Chinmoy organizou um memorial na ONU em homenagem ao falecido John F. Kennedy Jr. O memorial reuniu tributos da ganhadora do Prêmio Nobel da Paz, Elie Weisel, do Primeiro Ministro canadense Jean Chrétien e de outras personalidades políticas, segundo o jornal USA Today. O New York Beacon escreveu que, em meados do ano 2000, "paisagens de pássaros pela paz" foram exibidas no saguão do Secretariado da ONU. No mesmo ano, ele ofereceu um concerto para milhares de pessoas no Molson Centre de Montreal (hoje Bell Centre).
Como palestrante convidado, Chinmoy recebeu o prêmio Sonhador da Paz, do Instituto de Pesquisas Asiáticas da Universidade de British Columbia, nos EUA; o prêmio Aluno da Paz, do Centro de Estudos em Religião e Sociedade da Universidade de Victoria; o prêmio Educador da Paz, do Departamento de Sociologia e Comitê Ad Hoc de Estudos sobre Paz e Conflitos, da Universidade de Austin, o prêmio Peace-Service-Tree, oferecido pelo Departamento de Estudos Religiosos da Universidade Internacional da Flórida, nos EUA, e um prêmio do Instituto pela Paz Senador Spark M. Matsunaga, da Universidade do Havaí, em Manoa.
Os prêmios literários incluem o Prêmio de Literatura de Paz Mundial, da Universidade de Washington, e um Prêmio por Excelência da Sociedade de Escritores do Departamento de Recreação dos Funcionários da ONU. Em 2001, ele foi convidado para participar do "O Diálogo através da Poesia", uma associação de poetas, escritores, organizadores e delegados da ONU dedicados a construir uma cultura de paz através da poesia. O evento culminou com uma conferência na ONU, contando com a presença também de Joyce Carol Oates, James Ragan, Mei-mei Berssenbrugge e Yusef Komunyakaa.
Sri Chinmoy compareceu novamente à ONU em abril de 2006, com a exposição "Arte pela Harmonia Mundial" (Paintings for World-Harmony). Kaumudi USA relata que a exibição foi amplamente visitada por diplomatas, amigos e admiradores, bem como curadores dos museus Metropolitan e Moma. Em maio de 2006, a Biblioteca Barr Smith, da Universidade de Adelaide, recebeu uma exibição de reproduções da arte, revivendo uma experiência anterior, de 1996. Em julho de 2006, houve uma exposição de obras em acrílico sobre papel no Templo Kotokuin (no Japão), que culminou com um concerto onde Chinmoy cantou e tocou diversos instrumentos. Segundo o jornal India Post, nesse período ele compôs sua canção de número 13.000 em bengali. Ao fim de julho, Chinmoy voltou a Nova Iorque e tocou na Igreja Riverside. Já em novembro do mesmo ano, ele iniciou uma visita de cinco semanas à Turquia, com um concerto planejado na Universidade de Bósforo, em Istanbul, segundo relata o jornal Turkish Daily News.
Embora tenha escrito diversos livros, Chinmoy se coloca mais como um conselheiro do que propagador de uma "religião do livro". O Hinduism Today notou que "Sri Chinmoy vive seus ensinamentos, conforme foi demonstrado em suas proezas hercúleas – algumas sem precedentes – nas áreas da música, literatura, arte e esportes." A revista What is Enlightement? sugere que "o mais extraordinário talvez seja sua capacidade, quase que milagrosa, de inspirar em muitos de seus alunos as aptidões que desafiam os limites presentes na sua própria odisséia espiritual."
Uma matéria oficial da Universidade Internacional do Camboja, de Setembro de 2005 diz: "Após uma cuidadosa deliberação e análise de documentos e filmes sobre o que Sri Chinmoy fez para a humanidade durante quatro décadas, o Conselho de Ciência da Universidade Internacional, representado pelo Prof. Dr. Sam Sophean, decidiu de forma unânime conferir um diploma" a Sri Chinmoy – doutor honoris causa na área "de Humanidades, em Estudos pela Paz". Em 2007, vários professores universitários indicaram Chinmoy para o Prêmio Nobel da Paz, incluindo o Prof. St-Amand, da Universidade de Ottawa, Prof. Oldrich Miksik da Universidade Charles, em Praga, República Tcheca, e Halldór Blöndal, ex-presidente do Parlamento da Islândia.  
Pesando-se todas as informações, é possível afirmar que Chinmoy se apresentava diante de autoridades com conhecimentos em assuntos espirituais, literários, artísticos e filantrópicos, e que elas o aceitavam como uma personalidade autêntica. Isso é relevante para as "questões de fronteira" que às vezes surgem entre grupos espirituais e a sociedade em geral. Grupos que não procuram o confronto, dispostos a manter boas relações com as outras pessoas e instituídos por um professor eminente têm maior probabilidade de viver em harmonia em suas respectivas comunidades.  
Sri Chinmoy morou em uma casa modesta na região do Queens, em Nova Iorque, nos últimos 39 anos. Ele recebia um vasto número de visitantes internacionais nos períodos de 13 de abril e 27 de agosto – datas que comemoram a sua chegada ao ocidente e o seu aniversário de nascimento, respectivamente. Os encontros eram marcados com celebrações que duravam cerca de duas semanas, com uma série de meditações, concertos, peças de teatro – inclusive humorísticas – corridas e piqueniques. De acordo com um artigo no Detroit Free Press, em abril de 2006 "cerca de 2.000 pessoas de mais de 60 países estiveram em Nova Iorque para comemorar os 42 anos de serviço de Chinmoy pela harmonia mundial." Uma nota no jornal New York Times indica que "os moradores do bairro dizem que os integrantes do grupo são bons vizinhos, tranqüilos e íntegros."
Chinmoy também se reunia com seus alunos nas férias de Natal, em lugares tão distantes quanto China, Indonésia, Malásia e Bulgária. Durante suas viagens, encontrava-se com líderes mundiais, autoridades da região e eminências culturais, num esforço para promover a tolerância religiosa e a harmonia intercultural (Fotos mostram Sri Chinmoy com Madre Teresa de Calcutá, Nelson Mandela e Mikhail Gorbachev.) Existe material anticulto que o difama, mas quase todas as publicações de renome e versadas em religião comparativa o consideram um professor competente de bhakti yoga e um expoente sincero do diálogo internacional.
Na ocasião de seu falecimento, aos 76 anos de idade, seus alunos organizaram uma "vigília de oito dias com meditação, canto e recitais de poesia em memória de Chinmoy." (veja Mahasamadhi em samadhi)

### Sites externos oficiais
Relacionados em algum momento no texto principal:
- Site Oficial do Sri Chinmoy
- Sri Chinmoy Centres Brasil: (em português) aulas / cursos de meditação
- Páginas Sri Chinmoy  (Inglês)

### Demais sites externos
- Editora Pensamento-Cultrix
- Centro de meditação Sri Chinmoy em São Paulo

### Bibliográficas
- Elemento de lista com marcas

Adiswarananda, Swami. "Swami Vivekananda: His Message of Vedanta and The Western Way (Part 3): The Essential Teachings of Vedanta" (http://www.ramakrishna.org/activities/message/message7.htm). Ramakrishna-Vivekananda Center of New York, 1996. Visto em 8 Oct. 2006.
- Adiswarananda, Swami. "Swami Vivekananda: His Message of Vedanta and The Western Way (Part 5): Swami Vivekananda Makes Vedanta Living" (http://www.ramakrishna.org/activities/message/message9.htm). Ramakrishna-Vivekananda Center of New York, 1996. Visto em 8 Oct. 2006.
- Among the Great. New York: Aum, 1978. [Possui reproduções de documentos originais, tais com fotos, cartas, prêmios e comendas.]
- "The Art of Sri Chinmoy" (http://www.srichinmoypoetry.com/sri_chinmoy/art_of_sri_chinmoy/) . SriChinmoyPoetry.com 2006. Visto em 6 Fev 2007.
- "Articles and Authors 1923–1999" (http://www.the-philosopher.co.uk/contents.htm) . The Philosopher.
- Electronic Incarnation of the Journal of the Philosophical Society of England. Visto em 1 Nov. 2006.
- Aurobindo, Sri. The Life Divine. 2ª edição americana: Twin Lakes, WI: Lotus Light, 1990.
- Aurobindo, Sri. Savitri: A Legend and a Symbol. 1ª edição americana: Twin Lakes, WI: Lotus Light, 1995.
- "Award of Excellence" (http://www.unsrcsocietyofwriters.org/html/award.htm). United Nations S.R.C.
- Society of Writers 2004. Visto em 19 Jan. 2007.
- Baker, Eleanor e Linda Du Moulin. "Highlights." Civil Air Patrol News 36.1 (Jan. 2004): 30(http://level2.cap.gov/documents/u_010504124156.pdf). Visto em 13 Jan. 2007.
- Banks, Abigail. "Siddhartha Becomes the Buddha at the Union Theatre" (http://www.london-se1.co.uk/news/view/1664) [crítica concisa]. London SE1 Community Web Site. 15 July 2005. Visto em 14 Jan. 2007.
- Beckjord, Suprabha. "My Most Unforgettable Ultramarathon (And What I Learned From It): Sri Chinmoy 3,100 Mile Race" (http://www.marathonandbeyond.com/tocvol5.htm) . Marathon & Beyond 5.6 (Nov.–Dez. 2001). Visto em 8 Sept. 2006.
- Bennett, Vidagdha. "Nepal's Monarch Dedicates Unscaled Peak to Peace" (http://www.hinduismtoday.com/archives/1995/4/1995-4-02.shtml) . Hinduism Today Abr 1995. Visto em 8 Sept. 2006.
- Bennett, Vidagdha. Simplicity and Power: the Poetry of Sri Chinmoy 1971–1981. New York: Aum, 1991.
- Bennett, Vidagdha. "What is the Sri Chinmoy Marathon Team?" Ultrarunning Magazine Abr 1987: 23–25.
- Bennett, Vidagdha. "When the Spiritual Meets the Physical." GYM Aug. 2000: 62–90.
- Berube, Atulya. "History of the Sri Chinmoy Marathon Team" (http://www.srichinmoyraces.org/us/ultras/folder.2006-04-22.4322246870/document.2006-04-24.9481396495/document_. Sri Chinmoy Marathon Team Int'l. Updated Sept. 2006. Visto em 17 Sept. 2006.
- Borja, Rhea R. "Suprabha Beckjord: Ultra-Runner" (http://www.runwashington.com/features/profileSuprabha06.html) . Washington Running Report. Nov.–Dez. 2006. Visto em 2 Jan. 2007.
- Bosgang, Palash. "Lifting Up the World with a Oneness-Heart" (http://www.corpsite.com/som/5A&S/chinmoylift.htm) . School of Metaphysics 2002. Visto em 18 Sept. 2006.
- "Carl Lewis" (http://www.worldharmonyrun.org/usa/friends/carllewis/document_view). World Harmony Run Int'l 2006. Visto em 21 Jan. 2007.
- Cater, Dave. "Heavy Hearted - Weight Lifting and Other Feats of Sri Chinmoy" (http://www.findarticles.com/p/articles/mi_m0675/is_n5_v9/ai_11245879) . American Fitness Sept.–Oct. 1991. Visto em 8 Sept. 2006.
- "Channel Swim List" (http://www.srichinmoyraces.org/channel/channel_swimmers/channel_swimmers_list) .
- Sri Chinmoy Marathon Team Int'l. Updated Sept. 2006. Visto em 17 Sept. 2006.
- "Chinmoy Receives Jesse Owens Peace Award." My-Tamil News Center. 18 Nov. 2002. <http://my-tamil.com/cgi-bin/n/viewnews.cgi?newsid1037593246,44735,> Visto em 19 Nov. 2002 (hoje desativada).
- Chinmoy, Sri. Angels. Audio cassette. New York: Jharna-Kala Card, 1995.
- Chinmoy, Sri. Art's Life and the Soul's Light. New York: Agni, 1974.
- Chinmoy, Sri. Aspiration-Body, Illumination-Soul, Part 1. New York: Agni, 1993.
- Chinmoy, Sri. The Avatars And The Masters. New York: Agni, 1979.
- Chinmoy, Sri. Blessingful Invitations from the University World. New York: Agni, 1998.
- Chinmoy, Sri. Brother Jesus. New York: Agni, 1975.
- Chinmoy, Sri. Chandelier. Pondicherry, India: Sri Aurobindo Ashram, 1959.
- Chinmoy, Sri. Cry Within: Yours is the Goal. New York: Agni, 1974.
- "Chinmoy, Sri." Current Biography Yearbook 1976.
- Chinmoy, Sri. The Dance of Life, Part 2. Santurce, Puerto Rico: Aum, 1973.
- Chinmoy, Sri. The Dance of the Cosmic Gods. New York: Vishma, 1974.
- Chinmoy, Sri. The Descent of the Blue. New York: Agni, 1974. [reimpressão de material anterior a 1964.]
- Chinmoy, Sri. The Disciple and the Master. Pondicherry, India: Sri Aurobindo Ashram, 1970.
- Chinmoy, Sri. Earth's Cry Meets Heaven's Smile, Part 1. New York: Agni, 1974.
- Chinmoy, Sri. Flame-Waves. Pondicherry, India: Sri Aurobindo Ashram, 1955.
- Chinmoy, Sri. The Garden of Love Light, Part 2. New York: Agni, 1973.
- Chinmoy, Sri. The Garland of Nation-Souls: Complete Talks at the United Nations. Deerfield Beach, FL: Health Communications, 1995.
- Chinmoy, Sri. How Nolini-da Wanted Me to Be His Secretary. New York: Agni, 2004.
- Chinmoy, Sri. A Hundred Years from Now. New York: Agni, 1974.
- Chinmoy, Sri. India, My India. New York: Agni, 1997.
- Chinmoy, Sri. The Infinite: Sri Aurobindo. Pondicherry, India: Sri Aurobindo Ashram, 1956.
- Chinmoy, Sri. Life-Tree-Leaves. New York: Agni, 1974.
- Chinmoy, Sri. Mahatma Gandhi: The Heart of Life. New York: Agni, 1994.
- Chinmoy, Sri. The Master and the Disciple. New York: Agni, 1985.
- Chinmoy, Sri. Meditation: Man-Perfection in God-Satisfaction. New York: Agni, 1978.
- Chinmoy, Sri. Meetings With Luminaries In The Philippines. New York: Agni, 1993.
- Chinmoy, Sri. Mind-Confusion and Heart-Illumination, Part 2. New York: Agni, 1974.
- Chinmoy, Sri. Mother India's Lighthouse: India's Spiritual Leaders. New York: Rudolf Steiner, 1973. [reimpressão de material anterior a 1964.]
- Chinmoy, Sri. The Mother of the Golden All. Pondicherry, India: Sri Aurobindo Ashram, 1958.
- Chinmoy, Sri. Mother Teresa: Humanity's Flower-Heart, Divinity's Fragrance-Soul. New York: Agni, 1997.
- Chinmoy, Sri. My Brother Chitta. New York: Agni, 1998.
- Chinmoy, Sri. My Consulate Years. New York: Agni, 1996.
- Chinmoy, Sri. My Father Shashi Kumar Ghosh: Affection-Life, Compassion-Heart, Illumination-Mind. New York: Agni, 1992.
- Chinmoy, Sri. My Flute. New York: Agni, 1972.
- Chinmoy, Sri. My Green Adoration-Gifts Songbook. New York: Agni, 1977.
- Chinmoy, Sri. My Heart-Boat Sails - Keyboards (http://www.radiosrichinmoy.org/radiosrichinmoy/server.php?q=f&f=%2F02_CD_albums_by_Sri_Chinmoy%2FMy+Heart-. CD. Versão online em formato Real Audio. Ou: Radio Sri Chinmoy: Real Audio Collection (http://www.radiosrichinmoy.org/radiosrichinmoy/) : CD álbuns by Sri Chinmoy: My Heart-Boat Sails - Keyboards. Visto em 19 Fev 2007.
- Chinmoy, Sri. My Heart's Salutation to Australia, Part 1. New York: Agni, 1976.
- Chinmoy, Sri. My Meditation-Service at the United Nations for 25 Years. New York: Agni, 1995.
- Chinmoy, Sri. My Weightlifting Tears and Smiles, Part 2. New York: Agni, 1986.
- Chinmoy, Sri. A Mystic Journey in the Weightlifting World, Part 1. New York: Agni, 2000.
- Chinmoy, Sri. 107 Blue Heart-Boats (http://www.radiosrichinmoy.org/radio/106) . CD. New York: Heart Music, 1996. Versão online em formato .m4a. Ou: Radio Sri Chinmoy (http://www.radiosrichinmoy.org/) ; CD title under all words. Visto em 6 Fev 2007.
- Chinmoy, Sri. The Oneness of the Eastern Heart and the Western Mind, Part 1. New York: Agni, 2003.
- Chinmoy, Sri. The Oneness of the Eastern Heart and the Western Mind, Part 2. New York: Agni, 2004.
- Chinmoy, Sri. The Outer Running and the Inner Running. New York: Agni, 1974.
- Chinmoy, Sri. Patience-Groves Songbook. New York: Agni, 1978.
- Chinmoy, Sri. A Peace-Collecting Pilgrim-Soul. New York: Agni, 1980.
- Chinmoy, Sri. Poetry: My Rainbow-Heart-Dreams. New York: Agni, 1993.
- Chinmoy, Sri. Promised Light from the Beyond. New York: Agni, 1973.
- Chinmoy, Sri. "Rabindranath: The Myriad-Minded." Mother India's Lighthouse: India's Spiritual Leaders. New York: Rudolf Steiner, 1973: 135-203.
- Chinmoy, Sri. Realisation-Soul and Manifestation-Goal. New York: Agni, 1997.
- "Chinmoy, Sri." Religious Leaders of America, 2nd ed. Farmington Hills, MI: Gale Group, 1999. Reproduced in Biography Resource Center. Farmington Hills, MI: Thomson Gale, 2006.
- Chinmoy, Sri. A Service-Flame and a Service-Sun. New York: Agni, 1974. [Relatos diários de 1962 a 63, recontando o serviço de Chinmoy a Nolini. Inclui diversas fotos do ashram.]
- Chinmoy, Sri. Seventy Rosebuds Songbook. New York: Agni, 1987.
- Chinmoy, Sri. Siddhartha Becomes the Buddha. New York: Agni, 1973.
- Chinmoy, Sri. Songs of the Soul. New York: Herder and Herder, 1971.
- Chinmoy, Sri. The Spiritual Journey: Oneness in Diversity. New York: Agni, 1977.
- Chinmoy, Sri. Sri Chinmoy Answers, Part 2. New York: Agni, 1995.
- Chinmoy, Sri. Sri Chinmoy Answers, Part 3. New York: Agni, 1995.
- Chinmoy, Sri. Sri Chinmoy Answers, Part 9. New York: Agni, 1999.
- Chinmoy, Sri. Sri Chinmoy Answers, Part 21. New York: Agni, 2000.
- Chinmoy, Sri. Sri Chinmoy Answers, Part 23. New York: Agni, 2000.
- Chinmoy, Sri. Sri Chinmoy Answers, Part 33. New York: Agni, 2002.
- Chinmoy, Sri. Sri Chinmoy Speaks, Part 4. New York: Agni, 1976.
- Chinmoy, Sri. The Summits Of God-Life: Samadhi And Siddhi. New York: Agni, 1974.
- Chinmoy, Sri. The Three Branches of India's Life-Tree: Commentaries on the Vedas, the Upanishads and the Bhagavad Gita. New York: Aum, 1996.
- Chinmoy, Sri. To the Streaming Tears of My Mother's Heart and to the Brimming Smiles of My Mother's Soul. New York: Agni, 1994.
- Chinmoy, Sri. "The Upanishads: India's Soul-Offering." Princeton Seminary Bulletin 65.1 (July 1972): 43–46.
- Chinmoy, Sri. The Upanishads: The Crown of India's Soul. New York: Sri Chinmoy Lighthouse, 1972.
- Chinmoy, Sri. U Thant: Divinity's Smile, Humanity's Cry. New York: Agni, 1977.
- Chinmoy, Sri. The Vision Of God's Dawn. New York: Agni, 1974.
- Chinmoy, Sri. Vivekananda: Divinity's Soul-Rainbow and Humanity's Heart-Blossom. New York: Agni, 1993.
- Chinmoy, Sri. The Wings of Joy: Finding Your Path to Inner Peace. New York: Simon & Schuster, 1997.
- Chinmoy, Sri. The Wisdom of Sri Chinmoy. Compilado por Andy Zubko. San Diego: Blue Dove Press, 2000.
- Chinmoy, Sri. World-Destruction: Never, Impossible!, Part 1. New York: Agni, 1994.
- Chinmoy, Sri. Yoga and the Spiritual Life, reimpressão ed. New York: Agni, 1974.
- "Chinmoy's Buddha on Broadway" (http://www.hinduismtoday.com/archives/1995/7/1995-7-14.shtml) in "Global Dharma: A Monthly News Digest." Hinduism Today July 1995. Visto em 14 Jan. 2007.
- "C.K.G." Jharna-Kala Magazine 1.1 (Abr–June 1977): 1. Condron, Barbara. "A Retrospection on the Parliament of the World's Religions" (http://www.som.org/8interfaith/parliament93.htm). School of Metaphysics 2002. Visto em 19 Oct. 2006.
- Debold, Elizabeth and Carter Phipps (intro.). "I Am Not the Body; I Am the Soul" (http://www.wie.org/j22/ashrita.asp) . What is Enlightenment? 22 (Fall–Winter 2002): 66–77. Visto em 19 Jan. 2007.
- "Dialogue Among Civilizations Through Poetry" (http://www.un.org/Dialogue/poetryphotos.html) [fotos]. UN.org 2001. Visto em 19 Fev 2007.
- Dillicar, Shardul. "Biography of Sri Chinmoy" (http://www.srichinmoycentre.org/nz/sri_chinmoy/biography_of_sri_chinmoy). SriChinmoyCentre.org 2007. Visto em 23 Fev 2007.
- Dorn, A. Walter (Anneshan). "Sri Chinmoy: The Message of Inner and Outer Peace" (http://www.peacemagazine.org/archive/v04n6p23.htm). Peace Magazine 4.6 (Dez. 1988–Jan. 1989): 23. Visto em 21 Fev 2007.
- Dorn, A. Walter. "The United Nations as a Spiritual Institution" (https://web.archive.org/web/20081007144347/http://www.interreligiousinsight.org/April%202005/April05Dorn.html) . Interreligious Insight 3.2 (2005): 30–37. Visto em 8 Sept. 2006.
- "Drawings of Hope" (http://www.oneness-heart.org/programmes/drawings_of_hope.html) [descrição do programa]. Oneness-Heart.org 2005. Visto em 15 Oct. 2006.
- "Drawings of Love" (http://www.srichinmoycentre.org/gallery/id/drawings_of_hope/) [galeria de fotos]. SriChinmoyCentre.org 2005. Visto em 20 Sept. 2006.
- Dua, Shyam, ed. The Luminous Life of Sri Chinmoy. Delhi, India: Tiny Tot, 2005.
- "East West Symphony" (http://swissmusic.swissinfo.org/eng/swissmusic.html?siteSect=155&sid=911764&cKey=1047973260000) [descrição da obra e do compositor]. Swiss Radio Int'l n.d. Visto em 17 Sept. 2006.
- El-Gobashy, Tamer. "He has the spirit - and strength - to lift." Daily News 29 May 2001.
- English, Merle. "A Coming Together of Luminaries: Diana's Dream to Meet Mother Teresa Fulfilled with Help of Peace Advocate." Newsday 28 Sept. 1997.
- "Exhibitions" (http://www.srichinmoycentre.org/us/sri_chinmoy/Exhibitions) [lista histórica da arte]. SriChinmoyCentre.org 2006. Visto em 10 Fev 2007.
- "Fitness Champion Has Uplifting Easter Celebration." Detroit Free Press 17 Abr 2006.
- Fox, Wanda. "Amidon Takes a Step for Peace" (http://www.swdc.org/news/0699_news_inside.htm) . The Southwester [Washington, DC] June 1999. Visto em 17 Sept. 2006.
- Fred Lebow: A Celebration of His Life. New York: Sri Chinmoy Marathon Team, 1994.
- Frey, Mary Cameron. "How Does 'Medici' Garden Grow?" (http://www.findarticles.com/p/articles/mi_qn4155/is_20030108/ai_n9616336) . Chicago Sun-Times 8 Jan. 2003. Visto em 23 Mar. 2006.
- Geiger, Debbie. "Many Religions, One Purpose." New York Newsday 24 Jul. 2004: B84.
- "Ghose, Chinmoy." The Columbia Encyclopedia. 6th ed. 2001–2005.
- Ghosh, Ajay. "Paintings for World-Harmony Held at UN." Kaumudi USA July 2006.
- Greene, Sandy. "Runners Span Globe Promoting Peace." Salisbury Post 26 Abr 2005. Path: Salisbury Post Archives (http://archive.salisburypost.com/archive_index.php); article title under all words. Visto em 8 Sept. 2006.
- Groves, Isaac. "Free Yoga Meditation Sessions Begin Thursday" (https://web.archive.org/web/20030728080720/http://www.herald-sun.com/orange/10-369154.html) . The Herald-Sun [North Carolina] 7 July 2003. Visto em 15 Jan. 2007.
- Gunther, Julie. "Spiritual Leader Draws Seven Million 'Peace Birds" (http://archives.thedaily.washington.edu/1997/041897/peace.041897.html). The Daily [Universidade de Washington, edição online] 18 Abr 1997. Visto em 8 Sept. 2006.
- Gupta, Nolina Kanta. An Exquisite Petal from the Lotus-Beauty Nonpareil. Trans. Sri Chinmoy. New York: Agni, 1984.
- Gupta, Nolina Kanta. Lotus-Petals from Nolini, Part 1. Trans. Sri Chinmoy. New York: Chinmoy Lighthouse, 1971. [reimpressão de material anterior a 1964.]
- Gupta, Nolina Kanta. Lotus-Petals from Nolini, Part 2. Trans. Sri Chinmoy. New York: Agni, 1973. [reimpressão de material anterior a 1964.]
- "Henry Geldzahler Selects a Show." Jharna-Kala Magazine 1.1 (Abr–June 1977): 15–18.
- Hinnells, John R., ed. Who's Who of World Religions. New York: Palgrave Macmillan, 1991.
- Isherwood, Christoper, ed. Vedanta for the Western World. New York: Viking, 1945.
- Isherwood, Christoper, ed. Vedanta for the Western World. New York: Viking, 1969.
- Jackson, Kate. "Peace Concert Ignites the Inner Light in Kane" (http://archives.thedaily.washington.edu/1998/040398/sri.040398) . The Daily [Universidade de Washington, edição online] 3 Abr 1998. Visto em 19 Fev 2007.
- Jepsen, Carla. "Victory's Banner: Food That Brings Joy" (http://www.yogachicago.com/jul05/victory.shtml) .
- Yoga Chicago July–Aug. 2005. Visto em 22 Jan. 2007.
- Juddery, Mark (Noivedya). "The Apex of the Seas" (http://www.srichinmoycentre.org/Members/noivedya/apexoftheseas) . SriChinmoyCentre.org Dez. 2003. Updated Oct. 2006. Visto em 14 Jan. 2007.
- Juddery, Mark (Noivedya). "How to Climb Everest - the Spiritual Way" (http://www.srichinmoycentre.org/Members/noivedya/everest) . SriChinmoyCentre.org Oct. 2006. Visto em 17 Oct. 2006.
- Juddery, Mark. "The World on His Shoulders - the Incredible Strength of Sri Chinmoy" (http://www.veg-soc.org/html/articles/sri-chinmoy.html) . New Vegetarian and Natural Health. Spring 2000. Visto em 13 Jan. 2007.
- Keys, Donald. "Spirituality at the United Nations" (http://www.aquaac.org/un/sprtatun.html) . Aquarian Age Community Web Site. Visto em 2 Nov. 2006.
- Kilgour, David. "Ceremony Dedicating Canada as a Peace Nation" (http://www.davidkilgour.ca/secstate/peace.htm) . Speech. 30 Nov. 1998. Edmonton, Canada. Visto em 18 Jan. 2007.
- "Kind Words - Sri Chinmoy" (http://www.srichinmoy.org/kind_words) . SriChinmoy.org 2006. Visto em 3 Jan. 2007.
- Knox, Geoffrey, ed. Religion and Public Policy at the UN: a Religion Counts Report (https://web.archive.org/web/20120918125040/http://www.catholicsforchoice.org/topics/politics/documents/2000religionandpublicpolicyatheun.pdf). Washington, D.C.: Religion Counts, 2002. Visto em 15 Oct. 2006.
- Kubacki, Maria. "An 868-Kilometre 'Spiritual Journey" (https://web.archive.org/web/20090301103721/http://www.canada.com/ottawacitizen/news/story.html?id=0bbec2e4-ce74-4c86-9ffb-dc4a940af980&k=83044. Ottawa Citizen 23 May 2006. Visto em 4 Sept. 2006.
- Kutt, Andrew. Living in Harmony: Peace Education for Children. Washington, DC: Andrew Kutt, 2005.
- Lavigne, Andrea. "Torch Sets Students' Hearts on Fire." Victoria News [British Columbia] 28 Abr 2006: A2.
- Leskanic, Heather. "World Harmony Runners Share Message in Clarion." The Derrick [Oil City, PA] 31 July 2006. <http://www.thederrick.com/stories/08012006-2010.shtml> Visto em 3 Aug. 2006 (hoje extinto).
- "Lifter Hits Goal." The Taupo Weekender [New Zealand] 19 Dez. 2002: 9.
- "Lifting Up the World with a Oneness-Heart" (http://www.srichinmoy.org/service/lifting_up_the_world/). SriChinmoy.org 2006. Visto em 19 Sept. 2006.
- "Many at U.N. Find Guru's Message Brings Peace." New York Times 8 Nov. 1971: 42.
- McClain, Rachel. "Running for World Harmony" (http://www.phillyburbs.com/pb-dyn/news/111-04192005-478019.html) . Bucks County Courier Times [Southeastern PA] 19 Abr 2005. Visto em 8 Sept. 2006.
- McMichael, Laurilee. "Sri Chinmoy Lifts 1000 Lambs to Inspire the Masses." Rotorua Daily Post [Nova Zelândia] 6 Dez. 2002.
- Meditation at the United Nations: Monthly Bulletin of the United Nations Meditation Group. 2.6 (June 1974). New York.
- Menon, K.S.R. "Sri Chinmoy's Peace Concert at UN." News India 2 Jun. 1995.
- Morhall, Sumangali. "A Day of Joy in Wales" (http://www.srichinmoycentre.org/Members/sumangali/writing/joydaywales/) . SriChinmoyCentre.org Aug. 2004. Updated Aug. 2006. Visto em 17 Sept. 2006.
- Moss, Barbara. "Jesus is Born - in a World of Many Faiths" (http://www.ely.anglican.org/parishes/camgsm/sermons/S2002l/bm1sermon.html) . Sermon. Great St. Mary's Church. Cambridge, England. 30 Dez. 2001. Visto em 8 Sept. 2006.
- Niemz, Vasanti. "Peace Run: Peace Begins with Me" (http://www.european-vegetarian.org/evu/english/news/news983/peace.html) . European Vegetarian Union News Mar. 1998. Visto em 14 Jan. 2007.
- "Oneness-Heart-Tears and Smiles" (http://www.oneness-heart.org/index.html) . Oneness-Heart.org 2006. Visto em 20 Sept. 2006.
- "Past Events - Bhavan USA" (http://www.bhavanus.com/events_past.php) . Bharatiya Vidya Bhavan, USA 2005. Visto em 19 Jan. 2007.
- "Peace Institute Honors Chinmoy" (http://www.hinduismtoday.com/archives/1994/2/1994-2-03.shtml). Hinduism Today Fev 1994. Visto em 21 Sept. 2006.
- Pedersen, Kusumita P. "Renaissance Yogi" (http://www.hinduismtoday.com/archives/1989/04/1989-04-04.shtml) . Hinduism Today Abr 1989. Visto em 4 Sept. 2006.
- "Queens Guru Brought Two Legends Together." Queens Courier [New York] 1–7 Jan. 1998. <http://www.queenscourier.com/archives/1998/lead01198.htm> Visto em 26 Sept. 2004 (hoje extinto).
- "Rattapallax Press Organized Dialogue Among Civilizations Through Poetry in 2001" (http://www.rattapallax.com/united_nations_reading.htm). Rattapallax.com. Updated 9 Aug. 2006. Visto em 19 Jan. 2007.
- Rogers, Dinaz Kutar. "Mother Teresa Receives U Thant Peace Award From Sri Chinmoy" (https://web.archive.org/web/20110516145330/http://www.highbeam.com/doc/1P1-2320474.html) . The Italian Voice 13 Oct. 1994. Visto em 19 Oct. 2006.
- Rottenberg, David. "Jyoti Bihanga" (https://web.archive.org/web/20040604025711/http://www.diningsandiego.com/cyber114.htm) . Dining San Diego 2002. Visto em 22 Jan. 2007.
- Sands, Nancy Elizabeth (Madhuri). The Life of Sri Chinmoy. 5 vols. New York: Agni, 2001.
- "School of Visual Arts Presents an Award." Jharna-Kala Magazine 1.1 (Abr–June 1977): 27–28.
- Schweizer, Heinrich. East West Symphony and Other Compositions by Heinrich Schweizer. CD on the (Swiss) Gall label (a.k.a. Gallo), 2000.
- "75-year-old Man Lifts Plane" (http://abclocal.go.com/wpvi/story?section=bizarre&id=4571640). Action News and 6abc. 17 Sept. 2006. Visto em 12 Oct. 2006.
- Shaman, Diana. "If You're Thinking of Living In Jamaica Hills; Tranquil Haven for Many Ethnic Groups." New York Times 8 June 2003: 11.
- Shaw, Alexandra. "'70,00 Soul-Bird-Flights' by Sri Chinmoy." Manhattan Arts International Sept.–Oct. 1993: 25.
- Shindhu. Into the Infinite Beyond (http://www.radiosrichinmoy.org/radio/114) . CD on the Goloka label, 1992. Versão online em formato .m4a. Ou: Radio Sri Chinmoy (http://www.radiosrichinmoy.org/) ; CD title under all words. Visto em 6 Fev 2007.
- "Siddhartha Becomes The Buddha" (http://www.stagephoto.co.uk/2005_productions/un_0505.html) [descrição e fotos da produção no Union Theatre]. Visto em 15 Oct. 2006.
- Spence, Alan. "Reflections on Meditation" (http://www.bbc.co.uk/religion/religions/hinduism/ritesrituals/meditation_1.shtml) . BBC Web Site. 6 Fev 2004. Visto em 15 Oct. 2006.
- "Spiritual Artist Exhibits His Work at Barr Smith Library" (http://www.adelaide.edu.au/news/news11701.html). Notícia para mídia. Universidade de Adelaide. 8 May 2006. Visto em 19 Jan. 2007.
- "A Spiritual Lift" (http://www.findarticles.com/p/articles/mi_m0675/is_1_18/ai_59017904) . American Fitness Jan. 2000. Visto em 8 Sept. 2006.
- "Sri Chinmoy." Contemporary Authors Online, Gale, 2006. Reproduced in Biography Resource Center. Farmington Hills, MI: Thomson Gale, 2006.
- "Sri Chinmoy" (http://www.srichinmoyraces.org/nz/sri_chinmoy) [conquistas desportivas]. Sri Chinmoy Marathon Team Int'l. Atualizado em 6 Aug. 2006. Visto em 10 Jan. 2007.
- "Sri Chinmoy Composes a Record 13,000 Songs" (http://www.indiapost.com/members/story.php?story_id=5497) . India Post News Service 2 Aug. 2006. Visto em 4 Sept. 2006.
- "Sri Chinmoy Honored with Doctorate Degree in Humanities in Peace Studies by International University" (http://www.iu.edu.kh/news_070905_srichinmoyddps.htm) . Notícia para mídia. International University [Cambodja] 7 Sept. 2005. Visto em 19 Jan. 2007.
- "Sri Chinmoy in Japan: 'Soul-Bird' Exhibit and Free Concert" (http://www.tokyoartbeat.com/event/2006/1FB7.en). Tokyo Art Beat 2006. Visto em 13 Oct. 2006.
- "Sri Chinmoy, Leader in World Peace, to Speak at UH" (http://www.hawaii.edu/ur/News_Releases/NR_Nov98/sirch.html). UH News [Notícia para mídia – Universidade do Havaí] 30 Nov. 1998. Visto em 19 Jan. 2007
- "Sri Chinmoy Offers Opening Meditation at Parliament of World's Religions"
- (http://www.indiapost.com/members/story.php?story_id=3316) . India Post News Service 21 Jul. 2004. Visto em 19 Jan. 2007.
- "Sri Chinmoy Opens the Parliament of World's Religions" (https://web.archive.org/web/20120607074451/http://www.yogachicago.com/sep04/parliament.shtml). Yoga Chicago Sept.–Oct. 2004. Visto em 17 Oct. 2006.
- "Sri Chinmoy to Perform Tonight at Bosporus University." Turkish Daily News 25 Nov. 2006.
- "Sri Chinmoy Writes, Paints and Holds Out Hope of a Path to Paradise." People Weekly 12 Jan. 1976: 50.
- "Taj Mahal a Peace-Blossom" (http://www.hinduonnet.com/2000/04/03/stories/0203000g.htm). The Hindu 3 Abr 2000. Visto em 18 Jan. 2007.
- Teich, Mark. "A Guru Gives Ultrarunning a Big Lift." Sports Illustrated 28 May 1990.
- Thomas, Don. "Peace-Bird Exhibit: Sri Chinmoy Creates 'Bird-Scapes for Peace'" (https://web.archive.org/web/20110516150619/http://www.highbeam.com/doc/1P1-79494969.html) . The New York Beacon 9 Aug. 2000. Visto em 4 Sept. 2006
- "Tribute: Hindu of the Year" (http://www.hinduismtoday.com/archives/1997/12/1997-12-13.shtml) . Hinduism Today Dez. 1997: 34–35. Visto em 20 Sept. 2006.
- Tubbs, Premik Russell. Mission-Transcendence: An East-West Ambient Journey
- (http://www.radiosrichinmoy.org/radiosrichinmoy/server.php?q=f&f=%2F07_Artists%2FPremik%2FMission-Transcendence. CD. Premik Music BMI, 2004. Versão online em formato Real Audio. Ou: Radio Sri Chinmoy: Real Audio Collection (http://www.radiosrichinmoy.org/radiosrichinmoy/) ; Artists: Premik: Mission-Transcendence. Visto em 6 Fev 2007.
- Underwood, Lee. "Hamel's Compilation, Brennan's Debut, Chinmoy's Sound-Journey and More." Pulse! Fev 1988: 50.
- United States. Dept. of the Army, Acquisition Support Center (ASC). "Chapter 2: The Mentor: Characteristics, Roles And Challenges." Mentor Guide (http://asc.army.mil/docs/programs/ft/mentor_guide.doc). Spring 2004, p. 3. Visto em 23 Fev 2007.
- "U.N. Pays Tribute to JFK Jr." (http://www.usatoday.com/news/index/jfk/jfk119.htm). USA Today 27 Jul. 1999. Visto em 19 Jan. 2007.
- "The V World Masters Games" (http://www.selftranscendence.org/sportsman/sprinting/worldmaster1983/). Self-Transcendence.org. Updated 5 Aug. 2006. Visto em 10 Jan. 2007.
- "Vaisnava Movement" (http://banglapedia.search.com.bd/HT/V_0007.htm). Banglapedia. Asiatic Society of Bangladesh. Visto em 14 Jan. 2007.
- Vineberg, Neil. Sri Chinmoy: The Silence-Sound: An Overview of Sri Chinmoy's Musical Manifestation (1944–1975). New York: Aum, 1977.
- Vivekananda, Swami. "Bhakti-Yoga: The Philosophy of Ishvara: Who Is Ishvara?" (http://www.hinduism.fsnet.co.uk/namoma/sayings_swamiji/III_BY_p37_The_Philosophy_of_Ishvara.htm). Complete Works of Swami Vivekananda. A versão online cita o Vol. III, pp. 37–42, mas não indica a edição. Visto em 17 Oct. 2006.
- Voelckner, Jwalanta. "Planes, Car & Strongmen Lifted by 75-Year-Old Sri Chinmoy to Inspire Others" (http://www.srichinmoyraces.org/sri_chinmoy/athletic_achievements/scsept06). Sri Chinmoy Marathon Team Int'l. 22 Sept. 2006. Visto em 12 Oct. 2006.
- Wargo, Brian. "Harmony Runners Scheduled to Hit B.C. on Friday" (http://www.lasvegassun.com/sunbin/stories/lv-other/2005/jun/02/518848179.html) . Las Vegas Sun 2 June 2005. Visto em 19 Oct. 2005.
- Welch, Julie. "Foot Soldiers of the Soul" (http://sport.independent.co.uk/general/article170057.ece). Sunday Independent 29 Oct. 2000. Visto em 26 Jan. 2007."World Harmony Education" (http://www.worldharmonyrun.org/usa/schoolsandkids/whreducation.pdf) . World Harmony Run Int'l 2005. Visto em 14 Jan. 2007.

- Nota: alguns números de página são referentes a edições online em Sri Chinmoy Library (http://www.srichinmoylibrary.com/alpha/all.html) e podem ser diferentes da paginação nas versões originais impressas.